# Sabinov
Sabinov é uma cidade da Eslováquia, situada no distrito de Sabinov, na região de Prešov. Tem 23,39 km² de área e sua população em 2018 foi estimada em 12.700 habitantes.

## Demografia
| Ano:        | 1994   | 2004   | 2014   | 2024   |
| ----------- | ------ | ------ | ------ | ------ |
| Broj ljudi: | 11 512 | 12 366 | 12 703 | 12 131 |
| Razlika:    |        | +7,41% | +2,72% | -4,50% |

| Ano:               | 2023   | 2024   |
| ------------------ | ------ | ------ |
| Número de pessoas: | 12 169 | 12 131 |
| Diferença:         |        | -0,31% |